# Варламов, Валерий Петрович
Вале́рий Петро́вич Варла́мов (род. 18 декабря 1948 года, Симферополь) — советский и российский биохимик, специалист в области выделения, изучения и использования различных ферментов и белков. Профессор, доктор химических наук.

## Биография
Окончил МИТХТ имени М. В. Ломоносова, где учился в 1966—1972 годах.
С 1972 по 1989 год работал в Институте элементоорганических соединений АН СССР.
С 1990 года заведующий лабораторией инженерии ферментов Центра «Биоинженерия» РАН.
В 1996-98 годах приглашённый профессор Компьенского университета (Франция).
В 2000 году по его инициативе создано Российское хитиновое общество, президентом которого он ныне является. Член Европейского хитинового общества.
Также возглавляет Секцию по биотехнологии хитина и хитозана при Научном совете РАН по биотехнологии.
Член редколлегии журнала «Прикладная биохимия и микробиология».
Под его руководством защищено 8 диссертаций.
В 1976 году защитил кандидатскую диссертацию «Иммобилизованные нуклеазы актиномицетов». В 1994 году по специальности биотехнология защитил докторскую диссертацию «Хроматографическое выделение гидролаз (нуклеаз, фосфатаз, хитиназ) и их использование в биотехнологических процессах».
В 2004 году присвоено звание профессора по специальности «Биотехнология».
Лауреат премии Совета Министров СССР (1987, в коллективе авторов). «Изобретатель СССР» (1988).
Автор более 200 работ, в том числе двух монографий.